# Walter von Kalckstein
Walter Kurt von Kalckstein (* 29. Oktober 1840 in Königsberg; † 4. Dezember 1903 ebenda) war ein preußischer Generalmajor.

## Leben

### Herkunft
Walter entstammte dem 3. Ast der I. Linie des Adelsgeschlechts von Kalckstein. Er war der zweitältesten Sohn des preußischen Oberstleutnants Moritz von Kalckstein (1804–1883) und dessen Ehefrau Auguste, geborene von Wittich (1817–1841), Tochter des späteren Generalmajors Karl August von Wittich.

### Militärkarriere
Kalckstein besuchte die Burgschule in Königsberg und die Kalcksteinsche Vorbereitungsanstalt in Berlin. Am 1. April 1858 trat er als Dreijährig-Freiwilliger in das 1. Infanterie-Regiment der Preußischen Armee in seiner Heimatstadt ein und avancierte bis Mitte Juli 1860 zum Sekondeleutnant. Im Juli/August 1862 war er zu Ausbildungszwecken zum Ostpreußischen Pionier-Bataillon Nr. 1 kommandiert. Kalckstein nahm im Krieg gegen Österreich 1866 an den Kämpfen bei Trautenau, Königgrätz, Tobitschau sowie der Blockade von Olmütz teil.
Unter Beförderung zum Premierleutnant erfolgte am 30. Oktober 1866 seine Versetzung in das Infanterie-Regiment Nr. 73 nach Münster, wo Kalckstein als Adjutant des Füsilier-Bataillons und untersuchungsführender Offizier diente. Als solcher nahm er nach dem Beginn des Krieges gegen Frankreich an der Schlacht bei Colombey teil und übernahm am 15. August 1870 die 6. Kompanie, die er in der Schlacht bei Gravelotte sowie bei der Belagerung von Metz führte. Am 26. Januar 1871 erhielt Kalckstein die Führung der 10. Kompanie und wurde am 7. Februar 1871 unter Beförderung zum Hauptmann zum Chef dieser Kompanie ernannt.
Ausgezeichnet mit dem Eisernen Kreuz II. Klasse verblieb er nach dem Friedensschluss mit seinem Regiment zunächst bei der Okkupationsarmee in Frankreich. Nach der Rückkehr nach Deutschland wurde Kalckstein im Januar 1873 Chef der 1. Kompanie und am 26. Februar 1876 zum Ehrenritter des Johanniterordens ernannt. Von Mitte April bis Mitte September 1878 war er zum Lehr-Infanterie-Bataillon kommandiert, wurde am 15. März 1883 als überzähliger Major dem Regiment aggregiert und am 20. Oktober 1883 in die älteste Hauptmannstelle des Regiments einrangiert. Am 20. August 1885 ernannte man ihn zum Kommandeur des III. Bataillons. Mit der Beförderung zum Oberstleutnant kam er im Juni 1889 als etatmäßiger Stabsoffizier in das 7. Thüringische Infanterie-Regiment Nr. 96 in Altenburg. Zum Abschluss der Herbstübungen des IV. Armee-Korps erhielt Kalckstein im September 1891 den Kronen-Orden III. Klasse sowie die Erlaubnis zur Annahme des Komtur II. Klasse des Herzoglich Sachsen-Ernestinischen Hausordens. Unter Belassung in seiner Stellung erfolgte am 18. Oktober 1891 seine Beförderung zum Oberst und kurz drauf am 17. November 1891 die Versetzung als Kommandeur zum 2. Hannoverschen Infanterie-Regiment Nr. 77. In dieser Eigenschaft wurde er anlässlich des Ordensfestes im Januar 1894 mit dem Roten Adlerorden III. Klasse mit Schleife ausgezeichnet und erhielt im Juni 1894 die Erlaubnis zur Annahme des Kommandeurkreuzes II. Klasse des Ordens Heinrich des Löwen. Kalckstein wurde am 1. April 1895 mit Pension und der Berechtigung zum Tragen seiner bisherigen Uniform zur Disposition gestellt und zugleich zum Kommandanten des Truppenübungsplatzes Loburg ernannt. Bereits am 13. Mai 1895 entband man ihn unter Verleihung des Charakters als Generalmajor von seiner Stellung.

### Familie
Kalckstein heiratete am 29. Oktober 1868 in Mainz Amalie von Kummer (1838–1909), eine Tochter des späteren Generals der Infanterie Ferdinand von Kummer. Aus der Ehe gingen eine Tochter und ein Sohn hervor.